# Équipe de France de ski alpin

Logo de la FFS.

L'équipe de France de ski alpin représente la France dans les compétitions internationales de ski alpin telles que les Jeux Olympiques d'hiver, la Coupe du monde de ski alpin et les championnats du monde de ski alpin.
Elle est gérée par la Fédération française de ski (FFS), créée en 1924.

## Coupe du monde
Les skieurs français ont remporté 4 gros globes de cristal de ski alpin, et 24 petits globes de cristal.

### Hommes
| Skieur               | Général | Descente | Super G | Géant | Slalom | Combiné |
| -------------------- | ------- | -------- | ------- | ----- | ------ | ------- |
| Jean-Claude Killy    | 2       | 1        | -       | 2     | 1      | -       |
| Alexis Pinturault    | 1       | -        | -       | 1     | -      | 4       |
| Luc Alphand          | 1       | 3        | 1       | -     | -      | -       |
| Jean-Noël Augert     | -       | -        | -       | -     | 3      | -       |
| Alain Penz           | -       | -        | -       | -     | 2      | -       |
| Patrick Russel       | -       | -        | -       | 1     | 2      | -       |
| Sébastien Amiez      | -       | -        | -       | -     | 1      | -       |
| Frédéric Covili      | -       | -        | -       | 1     | -      | -       |
| Jean-Baptiste Grange | -       | -        | -       | -     | 1      | -       |
|                      | 4       | 4        | 1       | 5     | 10     | 4       |

Top 10 du classement général
| Skieur               | 1er       | 2e        | 3e             | 4e             | 5e        | 6e        | 7e   | 8e   | 9e   | 10e       |
| -------------------- | --------- | --------- | -------------- | -------------- | --------- | --------- | ---- | ---- | ---- | --------- |
| Jean-Claude Killy    | 1967 1968 | -         | -              | -              | -         | -         | -    | -    | -    | -         |
| Alexis Pinturault    | 2021      | 2019 2020 | 2014 2015 2016 | 2017           | -         | 2013 2018 | -    | -    | -    | 2012 2022 |
| Luc Alphand          | 1997      | -         | -              | 1996           | -         | -         | -    | 1995 | -    | -         |
| Henri Duvillard      | -         | 1971 1972 | -              | -              | -         | 1969      | -    | 1970 | -    | -         |
| Patrick Russel       | -         | 1970      | 1971           | -              | -         | -         | -    | 1969 | 1968 | -         |
| Jean-Noël Augert     | -         | 1969      | -              | 1970 1971 1972 | -         | -         | 1973 | -    | -    | -         |
| Guy Périllat         | -         | -         | 1967           | -              | 1968      | -         | -    | -    | -    | -         |
| Alain Penz           | -         | -         | -              | -              | 1969 1970 | -         | -    | -    | -    | -         |
| Léo Lacroix          | -         | -         | -              | -              | 1967      | -         | -    | -    | -    | -         |
| Jean-Baptiste Grange | -         | -         | -              | -              | 2009      | -         | -    | 2008 | -    | -         |
| Georges Mauduit      | -         | -         | -              | -              | -         | 1967      | -    | -    | -    | -         |
| Franck Piccard       | -         | -         | -              | -              | -         | -         | -    | 1988 | -    | -         |
| Bernard Orcel        | -         | -         | -              | -              | -         | -         | -    | -    | 1971 | -         |
| Julien Lizeroux      | -         | -         | -              | -              | -         | -         | -    | -    | 2010 | -         |
| Louis Jauffret       | -         | -         | -              | -              | -         | -         | -    | -    | -    | 1967      |
| Jules Melquiond      | -         | -         | -              | -              | -         | -         | -    | -    | -    | 1967      |
| Total (40)           | 3         | 6         | 5              | 5              | 5         | 4         | 1    | 5    | 3    | 3         |

### Femmes
| Skieur                      | Général | Descente | Super G | Géant | Slalom | Combiné |
| --------------------------- | ------- | -------- | ------- | ----- | ------ | ------- |
| Michèle Jacot               | 1       | -        | -       | 1     | -      | -       |
| Carole Merle                | -       | -        | 4       | 2     | -      | -       |
| Marielle Goitschel          | -       | 1        | -       | -     | 2      | -       |
| Isabelle Mir                | -       | 2        | -       | -     | -      | -       |
| Britt Lafforgue             | -       | -        | -       | -     | 2      | -       |
| Tessa Worley                | -       | -        | -       | 2     | -      | -       |
| Annie Famose                | -       | -        | -       | -     | 1      | -       |
| Ingrid Lafforgue            | -       | -        | -       | -     | 1      | -       |
| Patricia Emonet             | -       | -        | -       | -     | 1      | -       |
| Françoise Macchi            | -       | -        | -       | 1     | -      | -       |
| Perrine Pelen               | -       | -        | -       | -     | 1      | -       |
| Marie-Cécile Gros-Gaudenier | -       | 1        | -       | -     | -      | -       |
| Florence Masnada            | -       | -        | -       | -     | -      | 1       |
| Régine Cavagnoud            | -       | -        | 1       | -     | -      | -       |
| Laure Pequegnot             | -       | -        | -       | -     | 1      | -       |
| Carole Montillet            | -       | -        | 1       | -     | -      | -       |
|                             | 1       | 4        | 6       | 6     | 9      | 1       |

Top 10 du classement général
| Skieuse             | 1er  | 2e        | 3e        | 4e   | 5e        | 6e        | 7e        | 8e   | 9e        | 10e  |
| ------------------- | ---- | --------- | --------- | ---- | --------- | --------- | --------- | ---- | --------- | ---- |
| Michèle Jacot       | 1970 | 1971      | -         | -    | -         | -         | -         | 1969 | -         | -    |
| Françoise Macchi    | -    | 1970 1972 | -         | -    | 1971      | -         | -         | -    | -         | -    |
| Florence Steurer    | -    | 1969      | 1968 1970 | -    | 1967      | -         | -         | 1972 | -         | -    |
| Carole Merle        | -    | 1992      | 1993      | 1989 | 1990 1991 | -         | -         | -    | -         | -    |
| Isabelle Mir        | -    | 1968      | 1971      | 1967 | -         | -         | -         | -    | 1969 1970 | 1972 |
| Marielle Goitschel  | -    | 1967      | -         | 1968 | -         | -         | -         | -    | -         | -    |
| Régine Cavagnoud    | -    | -         | 2000 2001 | -    | -         | -         | 1999      | -    | -         | -    |
| Annie Famose        | -    | -         | 1967      | -    | -         | 1968 1969 | -         | -    | -         | -    |
| Britt Lafforgue     | -    | -         | 1972      | -    | -         | 1971      | -         | -    | -         | 1970 |
| Patricia Emonet     | -    | -         | 1973      | -    | -         | -         | -         | -    | -         | -    |
| Fabienne Serrat     | -    | -         | -         | 1978 | 1974 1975 | 1979 1980 | 1976      | -    | 1977      | 1981 |
| Ingrid Lafforgue    | -    | -         | -         | 1970 | 1969      | -         | -         | -    | -         | -    |
| Perrine Pelen       | -    | -         | -         | 1980 | -         | 1978 1981 | 1977      | 1982 | 1979      | 1984 |
| Carole Montillet    | -    | -         | -         | -    | 2004      | 2003      | -         | -    | 2001      | -    |
| Danielle Debernard  | -    | -         | -         | -    | 1976      | -         | -         | -    | 1972      | -    |
| Tessa Worley        | -    | -         | -         | -    | -         | 2017      | -         | 2022 | -         | -    |
| Jacqueline Rouvier  | -    | -         | -         | -    | -         | -         | 1971 1973 | -    | -         | -    |
| Catherine Quittet   | -    | -         | -         | -    | -         | -         | -         | -    | 1988      | 1987 |
| Ingrid Jacquemod    | -    | -         | -         | -    | -         | -         | -         | -    | 2010      | 2007 |
| Laure Pequegnot     | -    | -         | -         | -    | -         | -         | -         | -    | 2002      | -    |
| Christine Goitschel | -    | -         | -         | -    | -         | -         | -         | -    | -         | 1967 |
| Total (65)          | 1    | 7         | 9         | 6    | 9         | 9         | 5         | 3    | 9         | 7    |

## Championnats du monde

### Hommes
| Année | Descente                         | Slalom                            | Géant                          | Super G               | Combiné                          | Parallèle      |
| ----- | -------------------------------- | --------------------------------- | ------------------------------ | --------------------- | -------------------------------- | -------------- |
| 1932  |                                  |                                   |                                |                       |                                  |                |
| 1933  |                                  |                                   |                                |                       |                                  |                |
| 1934  |                                  |                                   |                                |                       |                                  |                |
| 1935  | Émile Allais                     | François Vignole                  |                                |                       | Émile Allais                     |                |
| 1936  |                                  |                                   |                                |                       |                                  |                |
| 1937  | Émile Allais · Maurice Lafforgue | Émile Allais                      |                                |                       | Émile Allais · Maurice Lafforgue |                |
| 1938  | James Couttet · Émile Allais     | Émile Allais                      |                                |                       | Émile Allais                     |                |
| 1939  |                                  |                                   |                                |                       |                                  |                |
| 1950  |                                  |                                   |                                |                       |                                  |                |
| 1954  |                                  |                                   |                                |                       |                                  |                |
| 1958  | Jean Vuarnet                     |                                   | François Bonlieu               |                       |                                  |                |
| 1962  | Émile Viollat                    | Charles Bozon · Guy Périllat      |                                |                       |                                  |                |
| 1966  | Jean-Claude Killy · Léo Lacroix  | Guy Périllat · Louis Jauffret     | Guy Périllat · Georges Mauduit |                       | Jean-Claude Killy · Léo Lacroix  |                |
| 1970  |                                  | Jean-Noël Augert · Patrick Russel |                                |                       | Patrick Russel                   |                |
| 1974  |                                  |                                   |                                |                       |                                  |                |
| 1978  |                                  |                                   |                                |                       |                                  |                |
| 1982  |                                  |                                   |                                |                       | Michel Vion                      |                |
| 1985  |                                  |                                   |                                |                       |                                  |                |
| 1987  |                                  |                                   |                                |                       |                                  |                |
| 1989  |                                  |                                   |                                |                       |                                  |                |
| 1991  |                                  |                                   |                                | Franck Piccard        |                                  |                |
| 1993  |                                  |                                   |                                |                       |                                  |                |
| 1996  | Luc Alphand                      |                                   |                                |                       |                                  |                |
| 1997  |                                  | Sébastien Amiez                   |                                |                       |                                  |                |
| 1999  |                                  |                                   |                                |                       |                                  |                |
| 2001  |                                  |                                   | Frédéric Covili                |                       |                                  |                |
| 2003  |                                  |                                   |                                |                       |                                  |                |
| 2005  |                                  |                                   |                                |                       |                                  |                |
| 2007  |                                  | Jean-Baptiste Grange              |                                |                       |                                  |                |
| 2009  |                                  | Julien Lizeroux                   |                                |                       | Julien Lizeroux                  |                |
| 2011  |                                  | Jean-Baptiste Grange              | Cyprien Richard                |                       |                                  |                |
| 2013  | David Poisson                    |                                   |                                | Gauthier de Tessières |                                  |                |
| 2015  |                                  | Jean-Baptiste Grange              | Alexis Pinturault              | Adrien Théaux         |                                  |                |
| 2017  |                                  |                                   |                                |                       |                                  |                |
| 2019  |                                  |                                   | Alexis Pinturault              | Johan Clarey          | Alexis Pinturault                |                |
| 2021  |                                  |                                   | Mathieu Faivre                 | Alexis Pinturault     | Alexis Pinturault                | Mathieu Faivre |
| 2023  |                                  |                                   |                                | Alexis Pinturault     | Alexis Pinturault                |                |
| 2025  |                                  |                                   |                                |                       |                                  |                |

### Femmes
| Année | Descente                          | Slalom                              | Géant                                 | Super G               | Combiné                           | Parallèle    |
| ----- | --------------------------------- | ----------------------------------- | ------------------------------------- | --------------------- | --------------------------------- | ------------ |
| 1931  |                                   |                                     |                                       |                       |                                   |              |
| 1932  |                                   |                                     |                                       |                       |                                   |              |
| 1933  |                                   |                                     |                                       |                       |                                   |              |
| 1934  |                                   |                                     |                                       |                       |                                   |              |
| 1935  |                                   |                                     |                                       |                       |                                   |              |
| 1936  |                                   |                                     |                                       |                       |                                   |              |
| 1937  |                                   |                                     |                                       |                       |                                   |              |
| 1938  |                                   |                                     |                                       |                       |                                   |              |
| 1939  |                                   |                                     |                                       |                       |                                   |              |
| 1950  | Georgette Thiollière-Miller       |                                     | Lucienne Schmidt-Couttet              |                       |                                   |              |
| 1954  | Lucienne Schmidt-Couttet          |                                     | Lucienne Schmidt-Couttet              |                       | Lucienne Schmidt-Couttet          |              |
| 1958  |                                   |                                     |                                       |                       |                                   |              |
| 1962  |                                   | Marielle Goitschel                  |                                       |                       | Marielle Goitschel                |              |
| 1966  | Marielle Goitschel · Annie Famose | Annie Famose · Marielle Goitschel   | Marielle Goitschel · Florence Steurer |                       | Marielle Goitschel · Annie Famose |              |
| 1970  | Isabelle Mir                      | Ingrid Lafforgue · Michèle Jacot    | Ingrid Lafforgue · Françoise Macchi   |                       | Michèle Jacot · Florence Steurer  |              |
| 1974  |                                   | Michèle Jacot                       | Fabienne Serrat · Jacqueline Rouvier  |                       | Fabienne Serrat                   |              |
| 1978  |                                   |                                     |                                       |                       | Fabienne Serrat                   |              |
| 1982  |                                   |                                     |                                       |                       | Perrine Pelen                     |              |
| 1985  |                                   | Perrine Pelen · Christelle Guignard |                                       |                       |                                   |              |
| 1987  |                                   |                                     |                                       |                       |                                   |              |
| 1989  |                                   |                                     | Carole Merle                          |                       |                                   |              |
| 1991  | Nathalie Bouvier                  |                                     |                                       | Carole Merle          |                                   |              |
| 1993  |                                   |                                     | Carole Merle                          |                       |                                   |              |
| 1996  |                                   | Patricia Chauvet                    |                                       |                       |                                   |              |
| 1997  |                                   |                                     | Leïla Piccard                         |                       |                                   |              |
| 1999  |                                   |                                     |                                       |                       | Florence Masnada                  |              |
| 2001  |                                   | Christel Pascal                     |                                       | Régine Cavagnoud      |                                   |              |
| 2003  |                                   |                                     |                                       |                       |                                   |              |
| 2005  |                                   |                                     |                                       |                       |                                   |              |
| 2007  |                                   |                                     |                                       |                       |                                   |              |
| 2009  |                                   |                                     |                                       | Marie Marchand-Arvier |                                   |              |
| 2011  |                                   |                                     | Tessa Worley                          |                       |                                   |              |
| 2013  | Marion Rolland                    |                                     | Tessa Worley                          |                       |                                   |              |
| 2015  |                                   |                                     |                                       |                       |                                   |              |
| 2017  |                                   |                                     | Tessa Worley                          |                       |                                   |              |
| 2019  |                                   |                                     |                                       |                       |                                   |              |
| 2021  |                                   |                                     |                                       |                       |                                   | Tessa Worley |
| 2023  |                                   |                                     |                                       |                       |                                   |              |
| 2025  |                                   |                                     |                                       |                       |                                   |              |

### Par équipes
| Année | Parallèle                                                                                                  |
| ----- | --- |
| 2005  | Ingrid Jacquemod, Carole Montillet, Christel Pascal, Laure Pequegnot, Pierrick Bourgeat, Jean-Pierre Vidal |
| 2007  | |
| 2009  | |
| 2011  | Taïna Barioz, Anémone Marmottan, Tessa Worley, Gauthier de Tessières, Thomas Fanara, Cyprien Richard       |
| 2013  | |
| 2015  | |
| 2017  | Adeline Baud Mugnier, Nastasia Noëns, Tessa Worley, Mathieu Faivre, Julien Lizeroux, Alexis Pinturault     |
| 2019  | |
| 2021  | |
| 2023  | |
| 2025  | |

### Record
De 1948 à 1982, le palmarès des Jeux olympiques (hormis pour les épreuves de combiné) comptaient à la fois comme un titre olympique et un titre mondial. Les épreuves de combiné, se déroulant dans le cadre des Jeux olympiques ne comptabilisaient que comme un titre mondial.
| Skieur               | Mondiaux  | Or    | Argent | Bronze | Total |
| -------------------- | --------- | ----- | ------ | ------ | ----- |
| Marielle Goitschel   | 1964–1968 | 5 (7) | 3 (4)  | 0      | 8     |
| Émile Allais         | 1935-1938 | 4     | 4      | 0      | 8     |
| Jean-Claude Killy    | 1966-1968 | 3 (6) | 0      | 0      | 3     |
| Guy Périllat         | 1960-1966 | 2     | 2 (3)  | 0 (1)  | 4     |
| Alexis Pinturault    | 2015-2023 | 2     | 1      | 4      | 7     |
| Tessa Worley         | 1964–1968 | 2     | 0      | 2      | 4     |
| Jean-Baptiste Grange | 2011-2015 | 2     | 0      | 1      | 3     |
| Mathieu Faivre       | 2021      | 2     | 0      | 0      | 2     |
| Annie Famose         | 1966-1968 | 1     | 2      | 1      | 4     |
| Charles Bozon        | 1956-1962 | 1     | 2      | 0 (1)  | 3     |
|                      |           | (48)  | (52)   | (38)   | (138) |

## Jeux olympiques
La France a remporté 51 médailles aux Jeux olympiques d'hiver après les Jeux olympiques d'hiver de 2022.

### Hommes
| Jeux | Descente                         | Super G        | Géant                                | Slalom                              | Combiné                                   |
| ---- | -------------------------------- | -------------- | ------------------------------------ | ----------------------------------- | ----------------------------------------- |
| 1936 |                                  |                |                                      |                                     | Émile Allais                              |
| 1948 | Henri Oreiller                   |                |                                      | James Couttet · Henri Oreiller      | Henri Oreiller · James Couttet            |
| 1952 |                                  |                |                                      |                                     |                                           |
| 1956 |                                  |                |                                      |                                     | Charles Bozon                             |
| 1960 | Jean Vuarnet · Guy Périllat      |                |                                      | Charles Bozon                       | Guy Périllat · Charles Bozon              |
| 1964 | Léo Lacroix                      |                | François Bonlieu                     |                                     |                                           |
| 1968 | Jean-Claude Killy · Guy Périllat |                | Jean-Claude Killy                    | Jean-Claude Killy                   | Jean-Claude Killy                         |
| 1972 |                                  |                |                                      |                                     |                                           |
| 1976 |                                  |                |                                      |                                     |                                           |
| 1980 |                                  |                |                                      |                                     |                                           |
| 1984 |                                  |                |                                      | Didier Bouvet                       |                                           |
| 1988 | Franck Piccard                   | Franck Piccard |                                      |                                     |                                           |
| 1992 | Franck Piccard                   |                |                                      |                                     |                                           |
| 1994 |                                  |                |                                      |                                     |                                           |
| 1998 | Jean-Luc Crétier                 |                |                                      |                                     |                                           |
| 2002 |                                  |                |                                      | Jean-Pierre Vidal · Sébastien Amiez |                                           |
| 2006 | Antoine Dénériaz                 |                | Joël Chenal                          |                                     |                                           |
| 2010 |                                  |                |                                      |                                     |                                           |
| 2014 |                                  |                | Steve Missillier · Alexis Pinturault |                                     |                                           |
| 2018 |                                  |                | Alexis Pinturault                    |                                     | Alexis Pinturault · Victor Muffat-Jeandet |
| 2022 | Johan Clarey                     |                | Mathieu Faivre                       | Clément Noël                        |                                           |

### Femmes
| Jeux | Descente         | Super G      | Géant                                    | Slalom                                   | Combiné                           |
| ---- | ---------------- | ------------ | ---------------------------------------- | ---------------------------------------- | --------------------------------- |
| 1936 |                  |              |                                          |                                          |                                   |
| 1948 |                  |              |                                          |                                          |                                   |
| 1952 |                  |              |                                          |                                          |                                   |
| 1956 |                  |              |                                          |                                          |                                   |
| 1960 |                  |              |                                          |                                          |                                   |
| 1964 |                  |              | Marielle Goitschel · Christine Goitschel | Christine Goitschel · Marielle Goitschel | Marielle Goitschel                |
| 1968 | Isabelle Mir     |              | Annie Famose                             | Marielle Goitschel · Annie Famose        | Marielle Goitschel · Annie Famose |
| 1972 |                  |              |                                          | Danielle Debernard · Florence Steurer    | Florence Steurer                  |
| 1976 |                  |              | Danielle Debernard                       |                                          | Danielle Debernard                |
| 1980 |                  |              | Perrine Pelen                            |                                          |                                   |
| 1984 |                  |              | Perrine Pelen                            | Perrine Pelen                            |                                   |
| 1988 |                  |              |                                          |                                          |                                   |
| 1992 |                  | Carole Merle |                                          |                                          | Florence Masnada                  |
| 1994 |                  |              |                                          |                                          |                                   |
| 1998 | Florence Masnada |              |                                          |                                          |                                   |
| 2002 | Carole Montillet |              |                                          | Laure Pequegnot                          |                                   |
| 2006 |                  |              |                                          |                                          |                                   |
| 2010 |                  |              |                                          |                                          |                                   |
| 2014 |                  |              |                                          |                                          |                                   |
| 2018 |                  |              |                                          |                                          |                                   |
| 2022 |                  |              |                                          |                                          |                                   |

### Record
| Skieur              | Jeux      | Or | Argent | Bronze | Total |
| ------------------- | --------- | -- | ------ | ------ | ----- |
| Jean-Claude Killy   | 1968      | 3  | 0      | 0      | 3     |
| Marielle Goitschel  | 1964–1968 | 2  | 1      | 0      | 3     |
| Henri Oreiller      | 1948      | 2  | 0      | 1      | 3     |
| Franck Piccard      | 1999-1992 | 1  | 1      | 1      | 3     |
| Christine Goitschel | 1964      | 1  | 1      | 0      | 2     |
|                     |           | 15 | 16     | 17     | 48    |

## Équipe B

### Coupe d'Europe du ski
|          | Médaille d'or, Europe                         | Médaille d'argent, Europe                                                                               | Médaille de bronze, Europe                                                                          |
| -------- | --------------------------------------------- | --- | --------------------------------------------------------------------------------------------------- |
| Masculin | Alexis Pinturault (2011)                      | Franck Piccard (1982, 1983) David Pretot (1993) Anthony Obert (2010) Victor Muffat-Jeandet (2013, 2014) | Yves Dimier (1994)                                                                                  |
| Féminin  | Fabienne Serrat (1972) Martine Couttet (1973) | Martine Ducroz (1973) Karen Smadja-Clément (2024)                                                       | Agnès Vivet-Gros (1974) Sophie Lefranc-Duvillard (1993) Ingrid Jacquemod (1997) Adeline Baud (2013) |